# Comarca de Vigo
La comarca de Vigo es una comarca española situada en la costa sur de Galicia, dentro de la provincia de Pontevedra. Limita al norte con la Comarca de Pontevedra, al este con las comarcas de Condado, Paradanta y Ribeiro (Orense), al sur con la Comarca del Bajo Miño y al oeste con la Comarca del Morrazo y el océano Atlántico. 
Se suele confundir la comarca oficial de Vigo con el Área Metropolitana de Vigo, pero en realidad ambas entidades no tienen los mismos límites. De la mencionada Área Metropolitana, forman parte, además de los municipios que integran la comarca de Vigo, los de Cangas y Moaña (Comarca del Morrazo) y el de Salvatierra de Miño (Comarca del Condado).

## Municipios

Municipios y localización de la comarca en la provincia de Pontevedra.

La forman los municipios de:
- Porriño
- Bayona
- Fornelos de Montes
- Gondomar
- Mos
- Nigrán
- Pazos de Borbén
- Redondela
- Salceda de Caselas
- Sotomayor
- Vigo. Capital de comarca.

### Población
- Habitantes: 424.765 (2019)

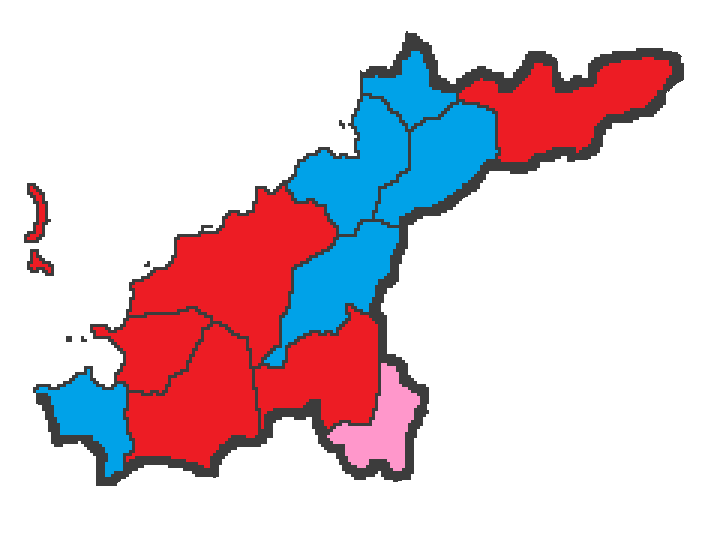
PSdeG
PPdeG
Movemento Salceda

- Población extranjera: 14.540 (2005)
- Edad media: 40.9 años (2005)
- Saldo vegetativo: +502 (2004)
- Saldo migratorio: +2.044 (2004)

| Municipio          | 1991    | 1996    | 2001    | 2005    | 2009    | 2019    | 2022    | 2024    |
| ------------------ | ------- | ------- | ------- | ------- | ------- | ------- | ------- | ------- |
| Bayona             | 9.690   | 10.499  | 10.873  | 11.521  | 12.091  | 12.122  | 12.349  | 12.380  |
| Fornelos de Montes | 2.194   | 2.410   | 2.230   | 2.057   | 1.864   | 1.616   | 1.621   | 1.637   |
| Gondomar           | 10.440  | 11.147  | 11.631  | 12.685  | 13.841  | 14.286  | 14.970  | 15.103  |
| Mos                | 13.340  | 13.755  | 13.920  | 13.996  | 14.650  | 15.078  | 15.199  | 15.152  |
| Nigrán             | 14.008  | 15.197  | 16.302  | 17.281  | 18.021  | 17.675  | 18.054  | 18.208  |
| Pazos de Borbén    | 3.403   | 3.287   | 3.089   | 3.160   | 3.170   | 2.999   | 3.003   | 3.002   |
| Porriño            | 15.093  | 15.749  | 16.076  | 16.576  | 17.475  | 19.848  | 20.408  | 20.711  |
| Redondela          | 27.751  | 28.893  | 29.090  | 29.863  | 30.001  | 29.218  | 29.055  | 28.976  |
| Salceda de Caselas | 5.696   | 6.074   | 6.349   | 7.176   | 8.289   | 9.164   | 9.380   | 9.430   |
| Sotomayor          | 4.907   | 5.236   | 5.398   | 5.956   | 6.867   | 7.395   | 7.543   | 7.584   |
| Vigo               | 278.050 | 286.774 | 287.282 | 293.725 | 298.648 | 295.364 | 292.374 | 293.977 |
| Total              | 384.572 | 398.981 | 402.240 | 413.996 | 425.616 | 424.765 | 423.951 | 426.160 |

Fuente: IGE

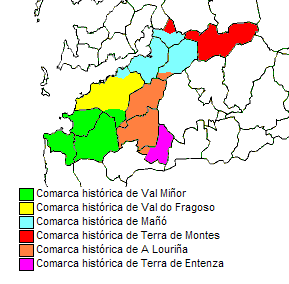
Las comarcas históricas que integran la comarca oficial de Vigo.

Se trata de una extensa comarca muy heterogénea, conformada por los municipios satélites del sur de la Ría de Vigo que giran en torno a esta ciudad. Es por ello que la actual comarca oficial de Vigo aglutina dentro de su seno varias pequeñas comarcas históricas con mucho carácter propio: Val Miñor (con cabecera en Bayona), el Val do Fragoso (con cabecera en Vigo), el Val da Louriña (con cabecera en Porriño), la tierra de Mañó (con cabecera en Redondela), una parte de la Terra de Entenza (con cabecera en Salceda de Caselas), y una parte de la inmensa comarca histórica de Terra de Montes, sin una cabecera comarcal determinada.